# Hans Seeling
Hans Seeling   (Praga, 14 de febrer de 1828 - Praga, 25 de maig de 1862) va ser un pianista i compositor txec.
Va realitzar diverses gires per Orient, Itàlia, etc...i publicà diverses composicions per a piano:
- Op.1 - 2 Impromptus - Barcarole -Cantabile
- Op.2 - Loreley
- Op.3 - Nocturne in A-flat major
- Op.4 - 3 Mazurkas
- Op.5 - Allegro in d minor
- Op.6 - Idylle
- Op.7 - 2 Poesien - Du bist wie eine Blume - Du wilder Strom, Du dunkles Thal
- Op.8 - 2 Impromptus - Impromptu Romance
- Op.9 - Barcarolle
- Op.10 - 12 Concert Etudes
- Op.11 - Schilflieder, 5 Klavierstücke nach den Gedichten von N. Lenau - Drüben geht die Sonne scheiden - Trübe wird's, die Wolken jagen - Auf geheimem - aldespfade - Sonnenuntergang - Auf dem Teich, dem regungslosen
- Op.12 - Nocturne
- Op.13 - Memoiren eines Künstlers, Tondichtungen
- Op.14 - Albumblätter
- Op.15 - 3 Mazurkas
- Op.16 - Phantasiestück
- Op.17 - Scherzo
- Op.18 - Rondo
- Op.19 - Concert-Allegro (opp.18 and 19 both described as "Nachgelassenes Werk" and published 1873 by J. Rieter-Biedermann, Leipzig.)[1]